# 達特氏魮
達特氏魮（学名：Barbus dartevellei）為輻鰭魚綱鯉形目鯉科魮屬的其中一個種。該物種於1945年由Max Poll描述，主要分布於非洲剛果河下游流域，體長可達11.7公分。

## 扩展阅读
維基物種上的相關：達特氏魮